# Caranx heberi
Caranx heberi là một loài cá trong họ Carangidae trong bộ Perciformes. Loài cá này phân bố trên khắp các vùng biển Ấn Độ Dương và Tây Thái Bình Dương từ nhiệt đới đến cận nhiệt đới, trải dài từ Nam Phi ở phía tây đến Fiji, Nhật Bản và bắc Úc ở phía đông. Chúng sinh sống ở các vùng nước ven biển trong suốt phạm vi phân bố, thích vùng nước có độ sâu vừa phải hơn là các rạn san hô và đá.